# Вилсі
Вилсі (ест. Võlsi) — село в Естонії, входить до складу волості Виру, повіту Вирумаа.